# Bsnews
BsNews (conosciuto anche come Brescia News) è una testata giornalistica on-line nata in provincia di Brescia nel 2007 e registrata presso il Tribunale di Brescia nel 2008. Dal 2015 è associata ad Anso, l'associazione nazionale dedicata alla stampa on-line.

## Storia
BsNews nasce nel 2008 da una cordata di imprenditori della Valle Sabbia e viene acquisita nel 2011 dalla società Edizioni 12/Sales di Brescia, già editore e concessionaria pubblicitaria delle edizioni di Brescia e Bergamo del Corriere della Sera, partecipata da alcuni dei principali gruppi industriali bresciani.
Nel 2015 BsNews.it si allarga e dà vita al magazine on line di economia Brescia2.it.
Dal 2016 BsNews è pubblicato da un editore indipendente.
Nel 2022 i media di tutto il mondo hanno parlato dell'inchiesta giornalistica del direttore di BsNews.it, Andrea Tortelli, che ha identificato il cadavere Carol Maltesi, chattando con l'assassino e contribuendo al suo arresto.

## Direttori
- Federica Papetti (2008-2011)
- Giorgio Costa (2011-2016)
- Andrea Tortelli[13] (dal 2016)